# Inon Zur
Inon Zur (Izrael, 1965. július 4. –) izraeli származású amerikai zeneszerző. Eredetileg filmekhez és televíziós alkotásokhoz írt zeneműveket, majd a videójátékok felé fordult, ahol munkája nagy elismerésnek örvend és ezzel vált igazán ismertté. Ezidáig több, mint 40 videójáték, 15 televíziós sorozat és 10 film stáblistáján szerepelhetett zeneszerzőként, valamint több filmelőzeteshez is köthető a neve. Számos díjra jelölték, amiből hármat meg is nyert: 1997-ben a Telly Award-díjat a Turbócsapat (Power Rangers: Turbo) zenéjéért kapta meg, 2004-ben a Men of Valor, 2009-ben pedig a Dragon Age: Vérvonalak játék révén kapott díjakat. Jelenleg a kaliforniai Los Angelesben él az Egyesült Államokban és több fejlesztés alatt álló játék zenei anyagáért felelős.

## Életútja

### Korai évek
Izraelben született. 5 éves korában a klasszikus zene és anyukája éneke mozdította a zenei pálya felé. Először a kürt, majd a zongora érdekelte, 10 éves korában pedig a zeneszerzés felé fordult. A Tel Aviv-i Zeneakadémián fejezte be tanulmányait és 4 évig szolgált az izraeli seregben. Saját elmondása szerint ezen évek alatt vált érett személlyé, a katonai szolgálat kemény munkára ösztönözte. 1990-ben az Egyesült Államokba emigrált, hogy a Dick Grove School of Music zeneiskolában tanulhasson, majd egy évre rá Jack Smalley zeneszerző magántanulóként vette szárnyai alá. Ezután két évig tanult a Kaliforniai Egyetemen Los Angelesben.

### Pályafutása
Karrierje 1994-ben kezdődött, amikor filmzenével kezdett foglalkozni, például a Yellow Lotus című filmmel, amit a Sundance Filmfesztiválon is bemutattak. Ezután 6 éves szerződést írt alá a Fox Family (mostanra ABC Family) csatornához, ahol számos, gyerekeknek szóló televíziós sorozat zenéjét szerezte. (Például a Digimon és a Power Rangers.) Becslése szerint 2002-ig egymaga több mint 360 Power Rangers epizódért volt felelős. Ehhez az időszakhoz köthető első díja is, amit a Turbócsapatért kapott.
Bár élvezte munkáját, mégis úgy érezte, hogy valami érdekesebbet szeretne csinálni, ahol az emberek igazán megbecsülik. Kezdeti vonakodása ellenére ügynöke végül meggyőzte, hogy a videójáték-ipar felé forduljon. Az első ilyen munkája, amin 1997-ben kezdett dolgozni, a 2000-ben megjelent Star Trek: Klingon Academy. Ezután ismertebb címeknél vállalt munkát, mint a Baldur's Gate II: Throne of Bhaal (2001) vagy az Icewind Dale II, aminek audio részével több nevezést is szerzett a videójátékok zenei részét díjazó kategóriákban. Még ebben az évben filmekkel és televíziós műsorokkal is foglalkozott. (Például az 1999-es Au Pair vagy 2000-ben az Escaflowne anime filmváltozata.)
A legutolsó filmhez komponált zenéje az Au Pair folytatásához, az utolsó televíziós munkája pedig a The Bachelor amerikai valóságshowhoz kötődött. (Magyarországon A Nagy Ő címen ismert.) Ezután még néhány, csak interneten követhető sorozat zenei részéért volt felelős. Ettől kezdve viszont teljesen elhanyagolta filmes tevékenységét, és már csak videójátékokhoz írt zenéket, mint például a Prince of Persia: The Two Thrones (2005) és a Crysis (2007). Számos nevezéssel díjazták munkáját, a 2004-es Men of Valor főcím zenéjéért pedig a Game Audio Network Guild díjjal is jutalmazta. Több nemrég megjelenő sikeres játékban hallhatóak szerzeményei, mint a Fallout 3 és a Prince of Persia 2008-ban, vagy a Dragon Age: Vérvonalak és a James Cameron Avatar című filmjét feldolgozó Nintendo DS játék 2009-ben. Folyamatosan kapja az újabb és újabb felkéréseket, így több, jelenleg is fejlesztés alatt álló játékon dolgozik. Pályafutása harmadik elismerését a Dragon Age első részének köszönheti, 2009-ben ugyanis az "I Am the One" című dalt választották a legjobbnak a Hollywood Music In Media Awards díjátadón.

## Élő előadások
Szerzeményeit számos koncert alkalmával felhasználták, például a Lineage II kiegészítőjéhez készült műveit 2006. május 30-án, Szöulban. 2008. augusztus 20-án a Crysis zenei anyagát adták elő élőben, a Video Games Live keretében Lipcsében.
Az Eminence Symphony Orchestra koncertjén Sydneyben a Dragon Age: Vérvonalak és a Prince of Persia videójáték számára készült zenék is szerepeltek, amit vendégként Inon Zur is megtekintett.

## Zenei stílusa és az őt ért hatások
Gyakran szimfonikus zenekarral és kórussal dolgozik, néha pedig különleges hangszereket is hozzáad, mint az arab fúvós hangszerek vagy az örmény duduk. (Például a Prince of Persia játéknál.)
Legtöbbször a seattle-i Northwest Sinfonia zenekarral működik együtt. A karmesteri feladatokat minden alkalommal maga látja el. Elmondása szerint Szergej Prokofjev, Igor Stravinsky és Beethoven, a filmzeneszerzők közül John Williams és Jerry Goldsmith volt rá nagy hatással, a jazz zenészek közül pedig George Gershwin és Henry McFeeny. Egyszer majd szeretne váltani és nem egy másik média számára zenét szerezni, de úgy érzi a határidők keltette nyomás és a fejlesztők visszajelzései mind pozitívan hatnak a munkája további fejlődésére. Úgy véli, a zene akkor a legjobban élvezhető, ha összhangban áll a médiával, amihez készült, mégis azt gondolja, hogy annak előadása önmagában átváltoztatja egy játék szimpla zenei anyagából egy egyedi művészeti formává, és úgy növeli annak tekintélyét, hogy a hallgatói rétegét is kiszélesíti.
Néha más előadókkal is együtt dolgozik, mint Dragon Age II játékhoz készült "I’m Not Calling You A Liar" című számnál a Florence and the Machine együttessel.
Legtöbbször a fejlesztés vége felé kérik fel egy újabb munkára, mert állítása szerint egy filmnél vagy egy televíziós sorozatnál (Ahol szinte semmit nem változtatnak a végső folyamatban, amikor ő nekiáll a zenei részt összeállítani.) a játékfejlesztés egy kevésbé röghöz kötött, rugalmasabb feladat zeneszerzői szempontból. Kiemelkedő jelentőséget tulajdonít annak, hogy kipróbálja az adott játékot, még ha az nincs is teljesen befejezve. Ahelyett, hogy a zene csak a játék kiinduló szituációján alapuljon, ő arra az érzésre épít, amit játékos éppen az adott rész közben érez a programban. Bár a technika az elmúlt években nagyot lépett előre és nem jelent korlátozó tényezőt a megalkotandó zenében, úgy érzi az elképzeléseinek teljes megvalósításának most már a játékra szánt pénz jelent csak akadályt. Úgy gondolja, hogy a szakmája őt gyors munkatempójúnak tartja, amit ő az ösztönös hajlamának tulajdonít és ezért kevesebb időt is tölt el tervezgetéssel. Amikor nem egy játék zenéjét komponálja, akkor is szívesen tölti velük az idejét (Bár főleg azokkal, amiken ő is dolgozott.), de a kosárlabdát is kedveli, és ha lehet, megpróbálja minden percét családjával tölteni. A jövőben szeretne olyan projektekben is részt venni, amilyenekben még nem volt alkalma kipróbálni tehetségét: gyermekek számára készülő játékokhoz szeretne zenét szerezni vagy olyan anyagot összeállítani, amiben a jazz fontosabb szerepet kapna.

## Diszkográfia

### Filmek
| - Yellow Lotus (1994) - Turbócsapat (1997) - Casper 2. - Szellemes kezdetek (1997) - Rusty: A Dog's Tale (1998) - Au Pair (1999) | - Final Descent (2000) - Escaflowne (2000) – Az angol változatban - Szent Patrick legendája (2000) - Power Rangers in 3D: Triple Force (2000) - Au Pair II (2001) |

### Televíziós sorozatok
| - Valley of the Dolls (1994) - Big Bad Beetleborgs (1996) - Beetleborgs Metallix (1997) - Power Rangers: Turbo (1997) - Mystic Knights of Tir Na Nog (1998) - Power Rangers in Space (1998) - Big Guy and Rusty the Boy Robot (1999) - Power Rangers Lost Galaxy (1999) - Escaflowne (2000) – anime (angol változat) | - Power Rangers Lightspeed Rescue (2000) - State of Grace (2001) - sorozat - Digimon (2001) - Power Rangers Time Force (2001) - Extra (2002) - The Bachelor (A Nagy Ő - valóságshow) (2002) - Jericho (2006) – internetes sorozat - Szellemekkel suttogó: A másik oldal (2007) – internetes sorozat - Iron Man (2007) – internetes sorozat |

### Videójátékok
| - Star Trek: Klingon Academy (2000) - Star Trek: New Worlds (2000) - Star Trek: Starfleet Command II: Empires at War (2000) - Fallout Tactics: Brotherhood of Steel (2001) - Baldur's Gate II: Throne of Bhaal (2001) - Star Trek: Starfleet Command: Orion Pirates (2001) - Icewind Dale II (2002) - War and Peace: 1796–1815 (2002) - Run Like Hell (2002) - Lineage II: The Chaotic Chronicle (2003) - Lionheart: Legacy of the Crusader (2003) - SOCOM II: U.S. Navy SEALs (2003) - Champions of Norrath (2004) - Syberia II (2004) - Crusader Kings (2004) - Combat: Task Force 121 (2004) - Power Rangers Dino Thunder (2004) - Shadow Ops: Red Mercury (2004) - Men of Valor (2004) - Champions: Return to Arms (2005) - Warhammer 40,000: Dawn of War: Winter Assault (2005) - Prince of Persia: The Two Thrones (2005) - Gauntlet: Seven Sorrows (2005) - Twisted Metal: Head On (2005) - Pirates of the Caribbean: The Legend of Jack Sparrow (2006) - Warhammer 40,000: Dawn of War: Dark Crusade (2006) | - Lineage II: Chronicle V: Oath of Blood (2006) - EverQuest II: Echoes of Faydwer (2006) - Exteel (2007) - Naruto: Rise of a Ninja (2007) - Company of Heroes: Opposing Fronts (2007) - EverQuest II: Rise of Kunark (2007) - Crysis (2007) - EverQuest II: The Shadow Odyssey (2008) - Naruto: The Broken Bond (2008) - Warhammer 40,000: Dawn of War: Soulstorm (2008) - Fallout 3 (2008) - Prince of Persia (2008) - Dragon Age: Vérvonalak (2009) - James Cameron's Avatar: The Game (2009) – Nintendo DS változat - EverQuest: Underfoot (2009) - Fallout 3: Broken Steel (2009) - Prince of Persia (2009) - EverQuest II: Sentinel's Fate (2010) - Fallout: New Vegas (2010) - Ace Combat: Joint Assault (2010) - Társszerző: Project Aces - Dragon Age: Vérvonalak – Eszmélés (2010) - Rift (2011) - Dragon Age II (2011) - The Exiled Realm of Arborea (2011) - Thor: God of Thunder (2011) - Fallout 4 (2015) |

## Díjak és nevezések
| Év   | Díj megnevezése                                     | Kategória                                   | Jelölt                                                          | Eredmény |
| ---- | --------------------------------------------------- | ------------------------------------------- | --------------------------------------------------------------- | -------- |
| 1997 | Telly Award                                         | A legjobb filmezene                         | Turbócsapat                                                     | Nyertes  |
| 2002 | Game Audio Network Guild                            | Az év legjobb videójáték zenéje             | Icewind Dale II                                                 | Jelölés  |
| 2003 | Game Audio Network Guild                            | A legjobb eredeti instrumentális szerzemény | SOCOM II: U.S. Navy SEALS – "Főcím zene"                        | Jelölés  |
| 2004 | Game Audio Network Guild                            | A legjobb eredeti instrumentális szerzemény | Men of Valor – "Főcím zene"                                     | Nyertes  |
| 2004 | Game Audio Network Guild                            | A legjobb élő felvétel                      | Men of Valor                                                    | Jelölés  |
| 2004 | Game Audio Network Guild                            | A legjobb videójáték album                  | Men of Valor                                                    | Jelölés  |
| 2004 | Game Audio Network Guild                            | A legjobb videójáték album                  | Shadow Ops: Red Mercury                                         | Jelölés  |
| 2006 | Canadian Awards for the Electronic & Animated Arts  | A legjobb eredeti videójáték zene           | Warhammer 40,000: Dawn of War: Dark Crusade                     | Jelölés  |
| 2007 | IGN - 2008 legjobbjai                               | A legjobb videójáték zene (PC)              | Crysis                                                          | Második  |
| 2008 | British Academy of Film and Television Arts (BAFTA) | A legjobb eredeti szerzemény                | Fallout 3                                                       | Jelölés  |
| 2008 | Spike Video Game Awards                             | A legjobb eredeti videójátékzene            | Fallout 3                                                       | Jelölés  |
| 2008 | Golden Joystick Award                               | Az év legjobb videójátékos albuma           | Fallout 3                                                       | Jelölés  |
| 2008 | Game Audio Network Guild                            | Legjobb eredeti énekes szerzemény           | Prince of Persia – "Főcím zene"                                 | Jelölés  |
| 2008 | Game Audio Network Guild                            | Legjobb eredeti instrumentális szerzemény   | Prince of Persia – "Healed Land"                                | Jelölés  |
| 2008 | IGN - 2008 legjobbjai                               | Legjobb eredeti videójáték zene             | Prince of Persia                                                | Jelölés  |
| 2009 | Hollywood Music In Media Award                      | Legjobb eredeti videójáték szerzemény       | Dragon Age: Vérvonalak – "I Am the One"                         | Nyertes  |
| 2009 | Hollywood Music In Media Award                      | Legjobb eredeti videójáték zene             | Dragon Age: Vérvonalak                                          | Jelölés  |
| 2009 | Game Audio Network Guild                            | Az év legjobb videójáték zenéje             | Dragon Age: Vérvonalak                                          | Jelölés  |
| 2009 | Game Audio Network Guild                            | Az év legjobb videójáték albuma             | Dragon Age: Vérvonalak                                          | Jelölés  |
| 2009 | Game Audio Network Guild                            | A legjobb eredeti énekes (pop) szám         | Dragon Age: Vérvonalak – "I Am the One" (High Fantasy változat) | Jelölés  |
| 2009 | Game Audio Network Guild                            | A legjobb eredeti énekes (pop) szám         | Dragon Age: Vérvonalak – "Lelianna's Song"                      | Jelölés  |